# Latrunculia procumbens
Latrunculia procumbens är en svampdjursart som beskrevs av Alvarez, Bergquist och Battershill 2002. Latrunculia procumbens ingår i släktet Latrunculia och familjen Latrunculiidae. Inga underarter finns listade i Catalogue of Life.